# Жерар Кореман
Жерар Франсуа Марі Кореман (25 березня 1852 , Гент  — 2 грудня 1926 , Брюссель ) — бельгійський католицький політичний діяч.
Народився в Генті, вивчав право, мав адвокатську практику, проте більший хист виявляв до бізнесу.
1892 року Коремана обрано до Сенату Бельгії, а з 1898 до 1914 року він представляв Гент у Палаті представників, був головою Палати з 1908 до 1912 року.
Протягом нетривалого терміну в 1899 році обіймав посаду міністра праці й промисловості.
Під час Першої світової війни Кореман поїхав слідом за урядом у вигнання до Гавра. Після падіння уряду Шарля де Броквіля король Альберт I призначив Коремана на посаду голови уряду. Після закінчення війни 1918 року Кореман залишив посаду прем'єр-міністра.